# 1093
سنة 1093 كانت سنة بسيطة تبدأ يوم السبت (الرابط يظهر نموذج التقويم الكامل للسنة) من التقويم اليولياني.

## مواليد
- كونراد الثالث.
- خوجة أحمد يسوي.
- سيمون كونت صقلية.

## وفيات
- أبو المظفر الفرغاني - فقيه وعالِم بغدادي.
- فسيفولود ياروسلافوفيتش.
- أبو الفرج الشيرازي.
- إبراهيم بن قريش العقيلي.
- كونستانس من بورغندي.
- مالكوم الثالث.